# 九〇式大聴音機

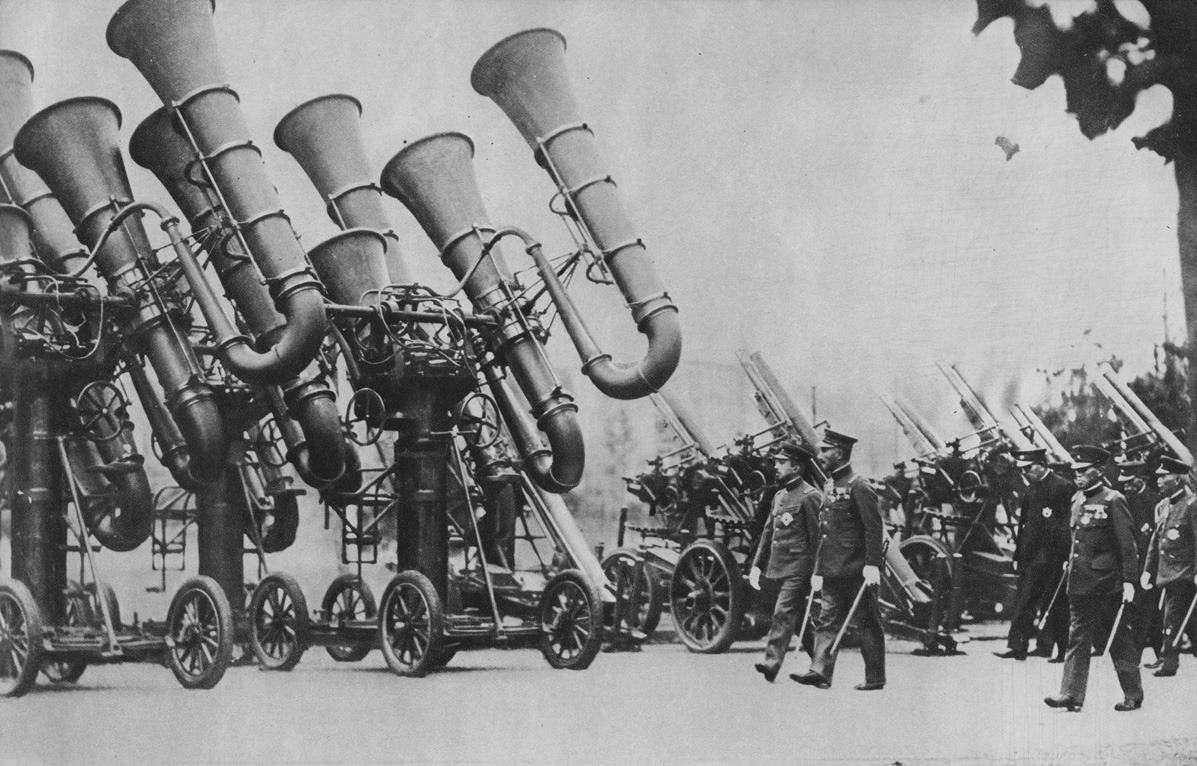
昭和天皇の観閲を受ける陸軍の九〇式大聴音機

九〇式大空中聴音機（きゅうまるしきだいくうちゅうちょうおんき）は1932年（昭和7年）に日本軍が採用した音響探知装置である。

## 概要
聴音機とは飛行する航空機の音を捉え、その位置や移動方向を割り出すものであるが、より探知精度の高いレーダーの実用化で姿を消した。しかし、電波探知機（レーダー）による捜索技術で欧米等から後れを取っていた日本では、太平洋戦争終戦間際まで使用され続けた。好条件下では、約10km先の目標を探知可能であった。
この装置の先端にはラッパ状の聴音装置が付いており、これで空中から集音する。音が最も大きい方向へ聴音装置やマイクを向け、それに連動して角度と方向の数字を読み取るというものであった。
だが、聴音機には大気の状態に左右されやすいという問題もあった。これは音の速度が大気の状態で変動するためである。特に悪天候時は探知能力が大幅に下がり、加えて敵航空機の性能向上により追従しにくくなった。
本器材は四輪の台車に載せて牽引が可能で、後に気温や風などの偏差を自動修正する計算機を搭載した改良型「九三式大聴音機」も開発された。